# Taran Noah Smith
Taran Noah Smith (San Francisco, 8 aprile 1984) è un attore statunitense.
Conosciuto per il personaggio di Mark Taylor, da lui interpretato nella sitcom Quell'uragano di papà.

## Biografia
Figlio di David e Candy Smith, si è diplomato presto al liceo, quindi è stato accettato alla "USC's Film School", che però ha frequentato solo per un breve periodo.
Il 27 aprile 2001, poco tempo dopo il suo diciassettesimo compleanno, Smith ha sposato Heidi Van Pelt, più grande di lui di 16 anni: la coppia ha divorziato nel 2007.

## Filmografia parziale
- ABC TGIF (1990)
- Quell'uragano di papà (Home Improvement) (1991)
- Ebbie (1995)
- Baby Bigfoot 2 (Little Bigfoot 2: The Journey Home) (1997)
- Settimo cielo (7th Heaven), episodio "Arrivederci a Settembre" ("See You in September") (1997)